# Jean Bayard
Honoré Jean Bayard (ur. 23 października 1897 w Tuluzie, zm. 11 marca 1995 tamże) – francuski rugbysta grający na pozycji młynarza, olimpijczyk, zdobywca srebrnego medalu w turnieju rugby union na Letnich Igrzyskach Olimpijskich w 1924 roku w Paryżu, mistrz Francji w 1923 i 1924 roku.

## Kariera sportowa
W trakcie kariery sportowej reprezentował klub Stade Toulousain, z którym zdobył tytuł mistrza Francji w 1923 i 1924 oraz wystąpił w finale w 1921 roku.
Z reprezentacją Francji zagrał w turnieju rugby union na Letnich Igrzyskach Olimpijskich 1924. Wystąpił w obu meczach tych zawodów, w których Francuzi na Stade de Colombes rozgromili 4 maja Rumunię 61–3, a dwa tygodnie później przegrali z USA 3–17. Wygrywając z Rumunami, lecz przegrywając z USA zajęli w turnieju drugie miejsce zdobywając tym samym srebrne medale igrzysk.
W reprezentacji Francji w latach 1923–1924 rozegrał łącznie 6 spotkań nie zdobywając punktów.
Po zakończeniu kariery sportowej został pracownikiem magistratu w Tuluzie.